# مانتشستر بلاكليي (دائرة انتخابية في المملكة المتحدة)
مانتشستر بلاكليي (بالإنجليزية: Manchester, Blackley)‏ هي إحدى الدوائر الانتخابية في المملكة المتحدة الممثلة في مجلس العموم في برلمان المملكة المتحدة.
عضو البرلمان الذي يمثلها حالياً هو :Graham Stringer (Lab).